# 胡以宏
胡以宏，清朝人，是一名清朝政治人物。
胡以宏曾于1648年接替金一风任苏松道道员一职，1651年由张献捷接任。